# Kokošnje
Kokošnje – wieś w Słowenii, w gminie Domžale. W 2018 roku liczyła 113 mieszkańców.